# Kim Se-jeong
Kim Se-jeong (김세정?, 金世正?, Gim Se-jeongLR, Kim SechŏngMR; Gimje, 28 agosto 1996) è una cantautrice e attrice sudcoreana. È conosciuta per essere stata un membro del gruppo femminile Gugudan, e per essere stata una delle vincitrici della prima stagione dello show di competizione musicale Produce 101, da cui ha poi debuttato nelle IOI.

## Biografia
Kim Se-jeong è nata a Gimje, ma si è trasferita ad Anyang, dove è rimasta con la madre e il fratello maggiore a casa di sua zia. I suoi genitori si sono separati quando era bambina, lasciando sua madre a crescere da sola lei e suo fratello, e in precedenza aveva affermato di non aver contattato suo padre fino al suo terzo anno di scuola media. Se-jeong sta attualmente studiando musica pratica alla Hanyang Women's University.

## Carriera

### Pre-debutto
Nel 2012 Sejeong ha partecipato alla seconda stagione dello show televisivo K-pop Star 2, all'età di 16 anni.

### 2016:Produce 101e debutto da cantante
A gennaio 2016 ha rappresentato la Jellyfish Entertainment, insieme alle due tirocinanti Kang Mi-na e Kim Na-young, nello show di competizione di Mnet Produce 101, che dà una chance di debuttare in un gruppo femminile a 101 concorrenti di varie agenzie. Sin dal primo episodio, per poi continuare in molteplici episodi, Sejeong è arrivata in prima posizione nelle classifiche del programma, guadagnandosi il soprannome di "God Sejeong". Il programma si è concluso il 1º aprile dello stesso anno, con la formazione delle I.O.I, in cui Sejeong è riuscita a fare parte dopo essersi classificata seconda nella classifica finale, avendo ricevuto 525,352 voti. Le I.O.I hanno fatto il loro debutto ufficiale il 4 maggio 2016, con il loro brano "Dream Girls".
Una volta finite le promozioni per il debutto delle I.O.I, il 10 giugno la YMC Entertainment conferma che Sejeong non avrebbe preso parte alle altre promozioni delle I.O.I, bensì sarebbe tornata nella sua agenzia per debuttare nel suo nuovo gruppo femminile. Il 28 giugno, insieme alla compagna delle I.O.I Kang Mina, Sejeong ha debuttato ufficialmente come un membro del gruppo femminile Gugudan, con l'album Act.1 The Little Mermaid e il brano apripista "Wonderland".
Il 23 novembre la Kim ha partecipato nel progetto intitolato Jelly Box, della sua agenzia Jellyfish Entertainment, e ha pubblicato il singolo "Flower Way", prodotto da Zico. Il singolo ha dominato ben sette classifiche diverse, ricevendo anche una all-kill. Sejeong ha ricevuto il suo primo trofeo come solista in uno show televisivo musicale il 30 novembre a Show Champion, rendendola una dei solisti più veloci a fare ciò.

### 2017-2018: Debutto da attrice
Essendo le I.O.I un gruppo temporaneo, dopo aver promosso e fatto concerti per 8 mesi il gruppo si è sciolto a gennaio 2017. I membri sono ritornati nelle loro rispettive agenzie dopo la fine dei loro contratti.
Il 12 gennaio 2017 Sejeong ha pubblicato la canzone "If Only" per la serie coreana The Legend of the Blue Sea. Nello stesso anno, ha collaborato con Lee Tae-il dei Block B nel singolo digitale "I Like You, I Don't", che si è classificato in ottava posizione nella Circle Chart. La Kim ha anche collaborato con Doyoung degli NCT nel brano "Star Blossom", per il progetto musicale SM Station Season 2.
Oltre che nel canto, Sejeong si è più volte affermata come un "asso" negli show televisivi, apparendo come ospite in numerosi programmi di intrattenimento. La Kim ha presentato lo show di KBS Talents for Sale, insieme a Kim Jong-kook, Lee Seo-jin e Noh Hong-chul, nel quale ha dimostrato di possedere vari talenti e si è guadagnata il soprannome di "Variety Cheat Key". Avrebbe in seguito ricevuto una nomination nella categoria "Rookie Variety" ai KBS Entertainment Awards.
A marzo 2017 ha partecipato al docu-reality Law of the Jungle in Sumatra, presentato da Kim Byung-man e ambientato in un'area remota dell'isola di Sumatra, in Indonesia. La Kim ha mostrato le sue abilità di sopravvivenza e la sua atletica, venendole così attribuito il nickname di "survival ace" dai produttori del programma. In seguito è stata premiata nella categoria Best Challenge Award agli SBS Entertainment Awards.
A luglio 2017 Sejeong ha ottenuto il suo primo ruolo da protagonista nella serie coreana di KBS2 School 2017, nel ruolo di Ra Eun-ho, grazie a cui ha ricevuto il premio di "Migliore Attrice Emergente" ai KBS Drama Awards. Ha anche cantato l'OST per la serie, insieme alle Gugudan, che si intitola "Believe in This Moment". A settembre 2017 è stato confermato che Sejeong sarebbe stata un membro del cast del variety show coreano di Netflix Busted! e, nello stesso mese, è diventata una presentatrice del programma Get It Beauty, affiancata da Honey Lee, Lee Se-young e Sandara Park.
A gennaio 2018 Kim Sejeong è diventata la co-presentatrice del programma di cucina Baek Jong-won's Alley Restaurant, presentato dallo chef e celebrità Baek Jong-won.
Sejeong e il collega di agenzia Leo dei VIXX sono stati scelti per cantare la colonna sonora della nazionale di calcio sudcoreana per il 2018 World Cup Tournament, intitolata "We, the Reds".
A giugno 2018 è stata presa come un membro del cast dello show di varietà di tvN Galileo: Awakened Universe, affiancata da Nichkhun dei 2PM e l'attrice Ha Ji-won, in cui si esplora la possibilità di vivere su Marte. Nello stesso mese è stato annunciato dalla sua agenzia, Jellyfish Entertainment, che le Gugudan avrebbero formato una nuova subunità, composta proprio da Sejeong insieme a Mina e Nayoung, nonché compagne di gruppo e di audizione a Produce 101. La subunità, chiamata Gugudan SeMiNa, è la seconda subunità delle Gugudan, ed ha debuttato il 10 luglio con il singolo "Semina". A settembre 2018 Sejeong ha pubblicato un singolo intitolato "Lover", per il drama coreano Mr. Sunshine.

### 2019-2020: Debutto nei musical e successi da attrice
Nel 2019 Sejeong ha ottenuto il suo secondo ruolo da protagonista della sua carriera nel drama I Wanna Hear Your Song, in cui ha impersonato una timpanista che ha perso la memoria dopo aver subito degli eventi traumatici. Ha poi il premio K-Drama Hallyu Star Award ai 2019 KBS Drama Awards per il suo ruolo.
Dopo un anno intero senza pubblicazione sia da solista che nelle Gugudan, Sejeong pubblica il singolo "Tunnel" in collaborazione con Dingo Music. Esso è uscito il 2 dicembre 2019, seguito poi dal suo EP Plant il 17 marzo 2020, che ha scritto e composto personalmente eccetto per il brano apripista con lo stesso nome. Ha vinto il suo secondo premio in uno show musicale coreano per il suo singolo "Plant".
Sejeong ha cantato l'OST "All of My Days" per il drama Crash Landing on You, che si è classificata in 50ª posizione nella Gaon Chart, seguita dalla sua colonna sonora per il drama Record of Youth "What My Heart Says". Il 17 agosto 2020 ha invece pubblicato il singolo "Whale".
Il suo debutto nell'industria dei musical è avvenuto in Return: The Promise of the Day, un musical militaristico che si incentra sull'argomento del trovare i resti dei soldati che si sono sacrificati per proteggere la Corea del Sud nella Guerra di Corea. Il 15 luglio è stata confermata nel cast del drama fantasy e thriller The Uncanny Counter, nel ruolo di Do Ha-na. Prima di aver registrato il drama, Sejeong, insieme al resto del cast, ha dovuto prendere lezioni in una stunt academy. Il drama è poi divenuto la serie meglio valutata della OCN, e la sua immensa popolarità ha fatto sì che venisse rinnovato per una seconda stagione. Sejeong ha anche scritto una delle colonne sonore per The Uncanny Counter, scrivendo e componendo "Meet Again".
Dopo ben due anni di inattività come gruppo, il 30 dicembre 2020 la Jellyfish Entertainment ha annunciato che le Gugudan si sarebbero sciolte.

### 2021-presente:I'meBusiness Proposal
Il 9 marzo 2021 è stato riportato che Kim Sejeong si stava preparando a ritornare sul palco con della nuova musica. Il 29 marzo il suo secondo EP I'm, composto da lei stessa, è stato pubblicato. L'album ha come traccia apripista il brano "Warning", in collaborazione con Lilboy. Nello stesso anno, è apparsa come ospite nel brano "Can I Go Back" di MC Mong. Il 5 aprile 2021 Sejeong ha annunciato che avrebbe recitato nel musical Red Book, che tratta delle donne nell'età vittoriana. Ha recitato nel ruolo di Anna, la protagonista, che combatte tutte le ingiustizie e i pregiudizi nei confronti delle donne all'epoca. Ha fatto circa 28 spettacoli tra il 7 giugno e il 24 agosto 2021. Red Book ha ricevuto un feedback di 9.9 su 10, e attualmente detiene il feedback più alto tra 20 musical del 2021. Sejeong è stata nominata per il premio Best New Musical Actress ai 2022 Korean Musical Awards.
Il 4 maggio 2021 lei e i membri delle I.O.I hanno festeggiato il quinto anniversario di debutto del gruppo, con uno show in diretta chiamato "Yes, I Love It!". L'11 maggio 2021 Kim Sejeong ha rinnovato il suo contratto con la Jellyfish, sia come artista che come attrice. Il 23 luglio ha collaborato con la Municon, pubblicando il singolo "Baby I Love U", che è un remake del brano eponimo del cantante giapponese TEE. Alla fine del 2021, Sejeong ha presentato i 2021 MBC Entertainment Awards, affiancata da Jun Hyun-moo e Lee Sang-yi.
A febbraio 2022 Sejeong fa il suo ritorno da attrice nel drama Business Proposal, nel ruolo della protagonista, insieme a Ahn Hyo-seop. A marzo è invece stata confermata nella serie televisiva Today's Webtoon insieme a Choi Daniel e Nam Yoon-su.
Il primo fanmeeting da solista di Kim Sejeong è avvenuto il 23 aprile 2022 alla Yes24 Live Hall di Seul.

## Discografia

### EP
- 2020 – Plant
- 2021 – I'm

### Singoli
- 2016 – Flower Way
- 2019 – Tunnel
- 2020 – Whale
- 2021 – Warning (feat. lIlBOI)
- 2021 – Baby I Love U

### Collaborazioni
- 2017 – I Like You, I Don't (con Lee Tae-Il)
- 2017 – Star Blossom (con Doyoung)
- 2018 – We, The Reds (con Leo)

### Colonne sonore
- 2017 – If Only (per Legend of the Blue Sea)
- 2018 – Lover (per Mr. Sunshine)
- 2020 – All of My Days (per Crash Landing on You)
- 2020 – What My Heart Says (per Record of Youth)
- 2020 – Meet Again (per The Uncanny Counter)

## Filmografia
- The Sound of Your Voice – serie televisiva (2016)
- School 2017 – serie televisiva (2017)
- I Wanna Hear Your Song – serie televisiva (2019)
- The Uncanny Counter – serie televisiva (2020-2021)
- Business Proposal – serie televisiva (2022)
- Today's Webtoon – serie televisiva (2022)
- The Uncanny Counter 2: Il contrattacco – serie televisiva  (2023)